# Майти Буш (телесериал)
Это статья об английском телесериале. О комик-группе, создавшей телесериал, см. Майти Буш.
Майти Буш (англ. The Mighty Boosh) — британский комедийный телесериал, созданный Джулианом Бэррэтом, Ноэлем Филдингом и другими участниками комик-группы Майти Буш. Майти Буш — это комедийное фэнтези с многочисленными ссылками на поп-культуру. В каждой серии присутствуют музыкальные номера, созданные в различных жанрах: электро, хеви-метал, фанк и рэп. Шоу известно по стилю пения кримпинг (короткие а капелла песни), созданный Джулианом и Ноэлем. Всю музыку для шоу пишет Джулиан Бэррэтт и исполняет её с Ноэлем Филдингом. В телесериале присутствует большое количество анимированных эпизодов, кукол и визуальных эффектов. Многих персонажей в сериале играют Бэррэтт и Филдинг, а также другие члены Майти Буш: Рич Фулчер, Дэйв Браун и Майкл Филдинг, младший брат Ноэля. В России сериал транслируется телеканалами «Настоящее страшное телевидение» и 2x2.

## Описание
Сюжет развивается вокруг приключений Ховарда Муна (Бэррэт) и Винса Нуара (Н. Филдинг). Этих двух персонажей всегда преподносят как создателей Майти Буш. В первом сезоне все эпизоды начинаются и заканчиваются обращением Ховарда и Винса к зрителям на фоне театрального занавеса. Во втором сезоне эпизоды начинаются в квартире у героев, а в третьем — в магазине шамана Набу (М. Филдинг). Эпизоды шоу не имеют между собой особой связи, например, во втором сезоне шамана Сабу убивает демон Нанату, хотя в третьем сезоне его можно видеть живым и здоровым. Также во втором сезоне в серии «The Fountain of Youth» (рус. Фонтан Молодости) упоминается, что Ховард одного и того же возраста, что и Винс, хотя в третьем сезоне в серии «Party» (рус. Вечеринка) оказывается, что Ховард на 10 лет старше Винса.
В сериал на эпизодические роли приглашались различные известные музыканты, такие как Гэри Ньюман и Роджер Долтри (см. список персонажей «Майти Буш»).

## Список эпизодов
| Сезон | Серии | Серии | Даты показа    | Даты показа     |
| Сезон | Серии | Серии | Первая серия   | Последняя серия |
| ----- | ----- | ----- | -------------- | --------------- |
| 1     | 8     | 8     | 18 мая 2004    | 6 июля 2004     |
| 2     | 6     | 6     | 26 июля 2005   | 30 августа 2005 |
| 3     | 6     | 6     | 15 ноября 2007 | 20 декабря 2007 |

### Сезон 1 (2004)
Майти Буш перешли с радио на телевидение в 2004 году. Восемь серий были срежиссированы Полом Кингом и спродюсированы компанией Baby Cow Productions. Пилотный эпизод, большая часть которого впоследствии попала в эпизод «Tundra» (рус. Тундра), был срежиссирован Стивом Бенделеком.
Первый сезон стартовал на канале BBC Three 18 мая 2004 года. Впоследствии все серии 1-го сезона были вразнобой показаны на канале BBC Two, начиная с 9 ноября 2004 года.
В США 1-й сезон начали транслировать 29 марта 2009 года на канале Adult Swim.
В России 1-й сезон показали 31 июля 2009 года на канале 2x2.
DVD (2 регион), содержащий в себе весь 1 сезон вышел 29 августа 2005 года.
| № | № в сезоне | Название   | Режиссёр                    | Дата премьеры |
| - | ---------- | ---------- | --------------------------- | ------------- |
| 1 | 1          | «Killeroo» | Paul King                   | 18 мая 2004   |
| 2 | 2          | «Mutants»  | Paul King                   | 25 мая 2004   |
| 3 | 3          | «Bollo»    | Paul King                   | 1 июня 2004   |
| 4 | 4          | «Tundra»   | Paul King & Steve Bendelack | 8 июня 2004   |
| 5 | 5          | «Jungle»   | Paul King                   | 15 июня 2004  |
| 6 | 6          | «Charlie»  | Paul King                   | 22 июня 2004  |
| 7 | 7          | «Electro»  | Paul King                   | 29 июня 2004  |
| 8 | 8          | «Hitcher»  | Paul King                   | 6 июля 2004   |

### Сезон 2 (2005)
Второй сезон начали транслировать на BBC Three 26 июля 2005 года. В США премьера состоялась 5 июля 2009 года на канале Adult Swim, через неделю после показа последней серии 1-го сезона. DVD вышел 13 февраля 2006 года.
| №  | № в сезоне | Название                     | Режиссёр  | Дата премьеры   |
| -- | ---------- | ---------------------------- | --------- | --------------- |
| 9  | 1          | «Call of the Yeti»           | Paul King | 26 июля 2005    |
| 10 | 2          | «The Priest and the Beast»   | Paul King | 2 августа 2005  |
| 11 | 3          | «Nanageddon»                 | Paul King | 9 августа 2005  |
| 12 | 4          | «Fountain of Youth»          | Paul King | 16 августа 2005 |
| 13 | 5          | «The Legend of Old Gregg»    | Paul King | 23 августа 2005 |
| 14 | 6          | «The Nightmare of Milky Joe» | Paul King | 30 августа 2005 |

### Сезон 3 (2007)
Третий сезон начали транслировать на BBC Three 15 ноября 2007 года. В США премьера состоялась 16 августа 2009 года на канале Adult Swim. DVD вышел 11 февраля 2008 года.
| №  | № в сезоне | Название                            | Режиссёр  | Дата премьеры   |
| -- | ---------- | ----------------------------------- | --------- | --------------- |
| 15 | 1          | «Eels»                              | Paul King | 15 ноября 2007  |
| 16 | 2          | «Journey to the Centre of the Punk» | Paul King | 22 ноября 2007  |
| 17 | 3          | «The (Power of the) Crimp»          | Paul King | 29 ноября 2007  |
| 18 | 4          | «The Strange Tale of the Crack Fox» | Paul King | 6 декабря 2007  |
| 19 | 5          | «Party»                             | Paul King | 13 декабря 2007 |
| 20 | 6          | «The Chokes»                        | Paul King | 20 декабря 2007 |